# 积极左翼
积极左翼（缩写为IZQP）是西班牙加泰罗尼亚自治区的一个已不存在的左翼政党。该党成立于2017年3月22日，西班牙共产党前总书记弗朗西斯科·弗鲁托斯在其成立大会上作了演讲。该党的意识形态是民主社会主义、西班牙联合主义。该党自称是加泰罗尼亚唯一的非民族主义左翼政党。该党的总部位于塔拉戈纳。该党是欧洲民主运动2025的成员。2025年，该党解散。